# Фюрман, Бенно
Бенно Фюрман (нем. Benno Fürmann, родился 17 января 1972 года в Западном Берлине) — немецкий кино- и теле- актёр.

## Биография
Родители расстались, а мама умерла, когда ему было 7 лет. А когда ему будет 15 лет, умрёт отец. Замечал, что то, что ему помогло тогда - это то, что: «Я всегда ощущал силу, которая исходила не от меня, которая выходила за пределы меня, которая несла меня». Много читал Гессе. Уже в школе играл в спектаклях. 
В кино и на ТВ с 1991 года. С 2003 года работал в Голливуде.
Автор полуавтобиографической книги «Под деревьями». 

## Фильмография
- 1998 — Кенди — Роберт
- 1998 — Белый медведь 9-го калибра — Фабиан
- 1999 — Точечка и Антон — Карлос
- 1999 — Гамбургский счет — Джонни
- 2000 — Анатомия — Хайн
- 2000 — Друзья — Нил
- 2000 — Любовная атака — Дрейк
- 2000 — Принцесса и воин — Бодо Ример
- 2001 — Джинсы — Джо
- 2002 — Обнаженные — Феликс
- 2003 — Вольфсбург — Филлип Вегнер
- 2003 — Мой дом в Умбрии — Вернер
- 2003 — Пожиратель грехов — Уильям Эдер
- 2004 — Кольцо Нибелунгов — Эрик / Зигфрид
- 2005 — Призраки — Оливер
- 2005 — Счастливого рождества — Николас Шпринг
- 2006 — Дикие курочки — Легнер
- 2006 — Крестоносец в джинсах — Тадеуш
- 2007 — Дикие курочки и любовь — Легнер
- 2007 — Сексуальная революция — Фредди Кёпке
- 2007 — Выживая с волками — Ройвен
- 2007 — Почему мужчины не слушают, а женщины плохо паркуют машины — Ян
- 2008 — Йерихов — Томас
- 2008 — Спиди-гонщик — инспектор Детектор
- 2008 — Северная стена — Тони Курц
- 2008 — Хроники Мутантов — Максимиллиан фон Штайнер
- 2009 — Прощальное дело — эпизод
- 2009 — Дикие курочки и жизнь — Легнер
- 2009 — Германия 09 (13 короткометражных фильмов о состоянии нации) — господин Файерлих
- 2010 — Чертовы футболисты — Морц Вальдер
- 2011 — Укрытые — Мундек Маргулис
- 2011 — Сексуальные забавы — сутенёр
- 2011 — Том Сойер — индеец Джо
- 2013 — Почти идеальный мужчина — Ульф
- 2015 — Уцелевшая — Павлоу
- 2017-2019 — Вавилон - Берлин — Вендт
- 2018 — Интриго: Смерть автора — Давид
- 2019 — Ханна — Дитер